# Cantelare

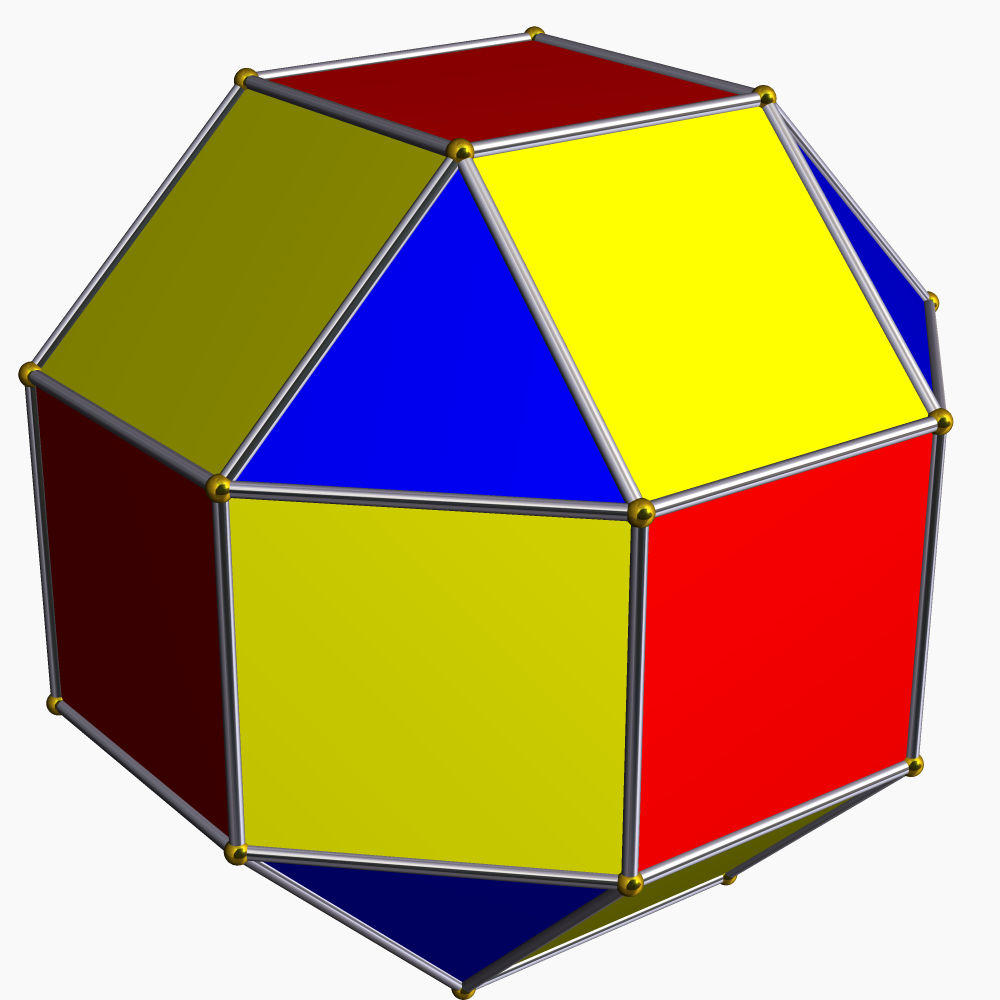
Un cub cantelat, fețele roșii sunt reduse. Laturile sunt teșite, formând noi fețe pătrate galbene. Vârfurile sunt trunchiate, formând noi fețe triunghiulare albastre.

Un fagure cubic cantelat. Cuburile violete sunt cantelate. Laturile sunt teșite, formând noi celule cubice albstre. Vârfurile sunt trunchiate, formând noi celule cubice rectificate roșii

Pentru poliedre și pavări cantelarea corespunde deplasării fețelor formei regulate mai departe de centru, și completarea cu fețe noi a golurilor care apar în dreptul laturilor și vârfurilor inițiale. Operația mai este numită de către Alicia Boole Stott și expandare.

## Notații
Un politop cantelat este reprezentat de un simbol Schläfli extins t0,2{p,q,...} sau r{\displaystyle {\begin{Bmatrix}p\\q\\...\end{Bmatrix}}} sau rr{p,q,...}.
Pentru poliedre, cantelarea oferă o metodă directă de transformare a unui poliedru regulat în dualul său.
Exemplu: secvența de cantelare de la cub la octaedru.
|                        |                          |                                   |                               |                         |
| (poliedru regulat) cub | cantelat 1/4 (cub teșit) | cantelat uniform rombicuboctaedru | cantelat 3/4 (octaedru teșit) | (dual regulat) octaedru |

Alt exemplu: un cuboctaedru este un tetraedru cantelat.
Pentru politopurile din dimensiuni superioare, cantelarea oferă o metodă directă de transformare de la un politop regulat la forma sa birectificată.

## Exemple de poliedre și pavări cantelate
| Tip                  | Poliedre  | Poliedre         | Poliedre                | Pavări         | Pavări                                 |
| Coxeter              | rTT       | rCO              | rID                     | rQQ            | rHΔ                                    |
| Notația Conway       | eT        | eC = eO          | eI = eD                 | eQ             | eH = eΔ                                |
| -------------------- | --------- | ---------------- | ----------------------- | -------------- | -------------------------------------- |
| Poliedre de cantelat | Tetraedru | Cub sau octaedru | Icosaedru or dodecaedru | Pavare pătrată | Pavare hexagonală Pavare triunghiulară |
| Poliedre de cantelat |           |                  |                         |                |                                        |
| Imagine              |           |                  |                         |                |                                        |
| Animație             |           |                  |                         |                |                                        |

| Coxeter              | rrt{2,3}                            | rrs{2,6}                                      | rrCO                              | rrID                                     |
| Notația Conway       | eP3                                 | eA4                                           | eaO = eaC                         | eaI = eaD                                |
| -------------------- | ----------------------------------- | --------------------------------------------- | --------------------------------- | ---------------------------------------- |
| Poliedre de cantelat | Prismă triunghiulară sau Bipiramidă | Antiprismă pătrată sau Trapezoedru tetragonal | Cuboctaedru sau dodecaedru rombic | Icosidodecaedru sau triacontaedru rombic |
| Poliedre de cantelat |                                     |                                               |                                   |                                          |
| Imagine              |                                     |                                               |                                   |                                          |
| Animație             |                                     |                                               |                                   |                                          |